# تريسيو (ايقاع)
قالب:Music of Cuba Tresillo (/trɛˈsiːjoʊ/ tres-EE-yoh ، تلفظ بالإسبانية: ‎/tɾeˈsijo/‏) هو نمط إيقاعي (كما هو موضح أدناه)  يستخدم في موسيقى أمريكا اللاتينية. وهو شكل أكثر أساسية للشخصية الإيقاعية المعروفة باسم هابانيرا.
تشغيل الصوت غير مدعوم في متصفحك. يمكنك قم بتنزيل الملف الصوتي .
تريسيلو هي أهم خلية إيقاعية للنبض المزدوج في الموسيقى الكوبية وغيرها من موسيقى أمريكا اللاتينية. تم تقديمه في العالم الجديد من خلال تجارة الرقيق في المحيط الأطلسي خلال الفترة الاستعمارية. هذا النمط هو أيضًا الخلية الإيقاعية ذات النبض المزدوج الأكثر شيوعًا والأكثر انتشارًا في تقاليد الموسيقى الإفريقية جنوب الصحراء.
نمط cinquillo هو زخرفة أخرى شائعة من tresillo. يستخدم Cinquillo في كثير من الأحيان في الكوبي contradanza (و«الهافاني رقصة كوبية») ودانزون.
Tresillo هي كلمة أسبانية تعني «ثلاثية» - ثلاث علامات متساوية في مقياس يمتد عادةً بعلامتين (اثنان على أربعة).

## هابانيرا (الرقصة الكوبية)
الكونترادان الكوبية، المعروفة خارج كوبا باسم <i id="mwTw">هابانيرا</i> ، أول موسيقى مكتوبة تعتمد على إيقاع إفريقي (تريسيلو ومتغيراتها). يستخدم Tresillo باعتبارها أوستيناتو (اللازمة) في اليد اليسرى في البيانو. كانت هابانيرا أول موسيقى رقص من كوبا يتم تصديرها إلى جميع أنحاء العالم. بسبب شعبية habanera العالمية، تم العثور على تريسيلو ومتغيراته في الموسيقى الشعبية في كل مدينة تقريبًا على هذا الكوكب.